# Levonantradol
Levonantradol (CP 50,556-1) je sintetički kanabinoidni analog dronabinola (Marinola). Ovaj lek je razvila kompanija Pfizer tokom 1980-tih. On je oko 30x puta potentniji od THC, i manifestuje antiemetske i analgetske efekte putem aktivacije CB1 i CB2 kanabinoidnih receptora. Levonantradol trenutno nije u upotrebi jer su dronabinol i nabilon primenljivi na veći broj oboljenja. On nalazi široku primenu u istraživanju potencijalne terapeutske primene kanabinoida.

## Literatura
- Childers, SR (2006-03-10). „Activation of G-proteins in brain by endogenous and exogenous cannabinoids.”. The AAPS journal. 8 (1): E112—7. PMC 2751429 . PMID 16584117. doi:10.1208/aapsj080113.
- Hosking, R.D.; Zajicek, J.P. (2008). „Therapeutic potential of cannabis in pain medicine”. British Journal of Anaesthesia. 101 (1): 59—68.
- McCarthy, LE; Borison, HL (1981). „Antiemetic activity of N-methyllevonantradol and nabilone in cisplatin-treated cats.”. Journal of clinical pharmacology. 21 (8–9 Suppl): 30S—37S. PMID 6271834.
- Milewich, L; Gant, NF;  . (1979-03-15). „5 alpha-Reductase activity in human placenta.”. American journal of obstetrics and gynecology. 133 (6): 611—7. PMID 34324.